# Wolf + Lamb Music
Wolf + Lamb Music est un label de musique électronique new-yorkais fondé par le duo Wolf + Lamb (Zev Eisenberg et Gadi Mizrahi) en 2006. Son siège social est basé à Brooklyn. En 2009, Resident Advisor le situe en 3e position de son classement annuel des meilleurs labels de musique électronique, puis le fait figurer à la 19e place l'année suivante.